# Садове товариство «Дніпро» (зупинний пункт)
Садо́ве товари́ство «Дніпро́» — пасажирський залізничний зупинний пункт Полтавської дирекції Південної залізниці.
Розташований біля Садового товариства «Дніпро», Світловодський район, Кіровоградської області на лінії Бурти — Рублівка між станціями Світловодськ (6 км) та Рублівка (23 км).
Станом на березень 2020 року щодня три пари дизель-потягів прямують за напрямком Бурти/Світловодськ — 27 км.